# Parkettierung (Konservierungstechnik)

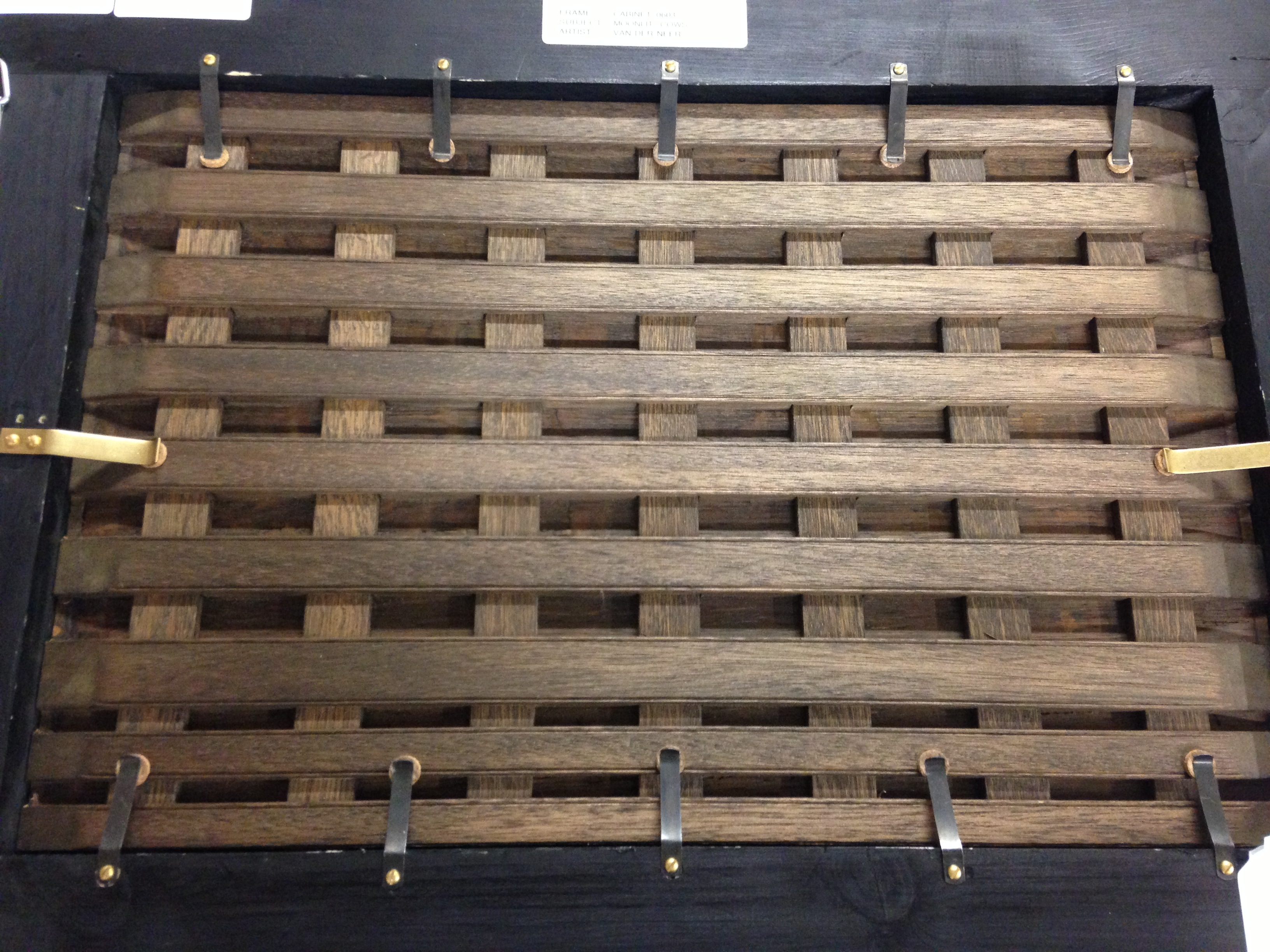
Parkettierte Rückseite eines Gemäldes von Aert van der Neer
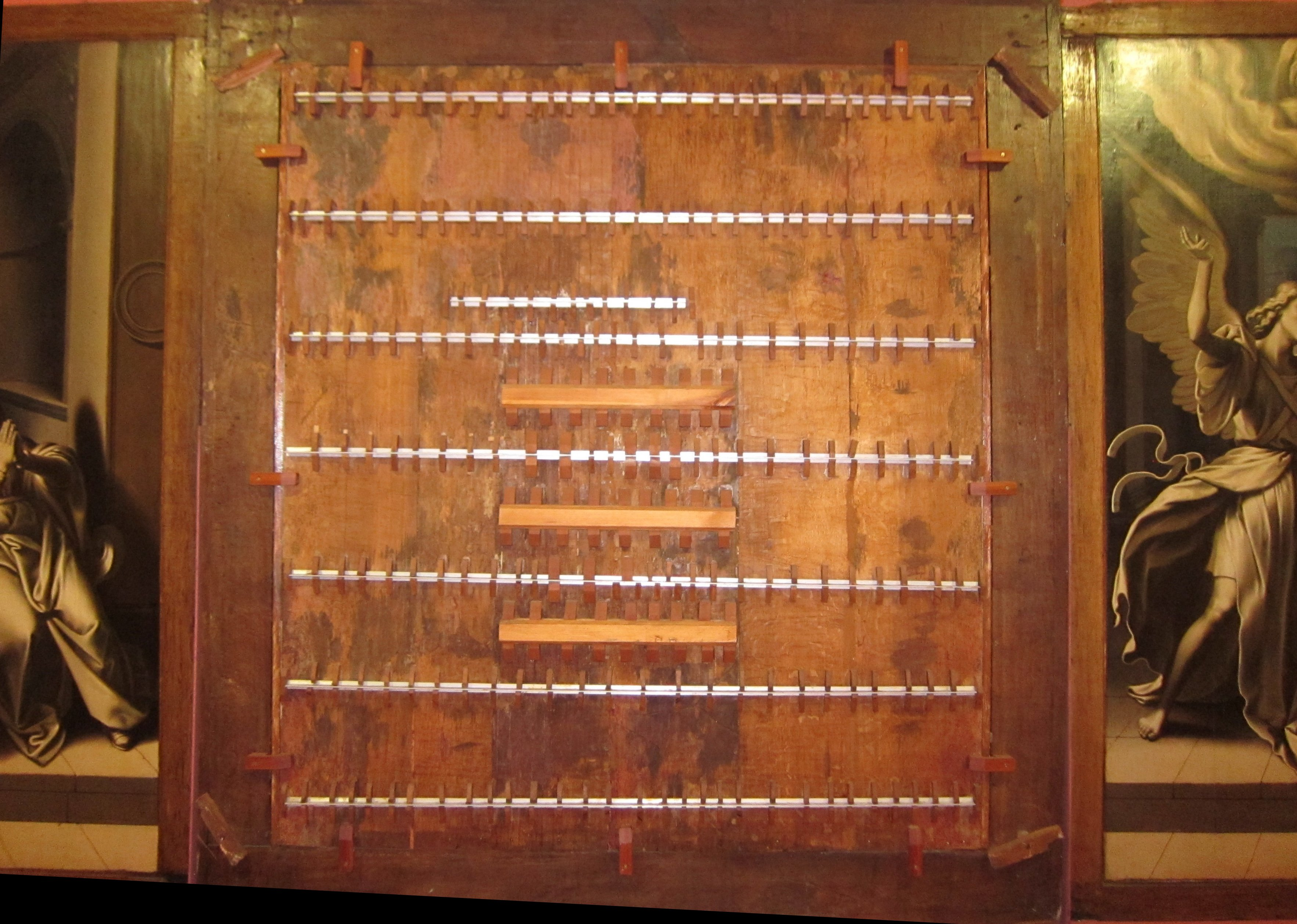
Parkettierung bei einem Gemälde Pieter Coecke van Aelsts

Parkettierung ist eine alte Konservierungstechnik bei Tafelbildern auf Holz. Dabei werden auf den Rückseiten stabilisierende Elemente angebracht, um größere Verformungen und Verwerfungen zu verhindern. Am häufigsten ist die gitterrostartige Florentiner Parkettierung, bei der die parallel zu der Maserung verlaufenden Holzleisten angeleimt sind, die rechtwinkelig angebrachten Versteifungen jedoch nicht, um ein weiteres begrenztes „Arbeiten“ der Tafel zu ermöglichen. Die seltenere Römische Parkettierung ist weniger massiv und leichter, da die angebrachten stabilisierenden Rostschienen nur aus versetzt angebrachten, kurzen Stücken bestehen. Die rechtwinkelig angebrachten Versteifungen sind auch hier nur eingeschoben und nicht angeleimt.
Diese Techniken wurden am häufigsten im 18. und 19. Jahrhundert angewandt um beispielsweise sehr dünne Holztafeln, wie sie beim Auseinandersägen beidseitig bemalter Altartafeln entstanden, zu stabilisieren. Durch Klimaschwankungen verkanteten sich die ursprünglich beweglichen Querleisten in vielen Fällen jedoch und ließen keine Bewegung mehr zu. Sämtliche Spannungen entluden sich nun auf die Bildseiten und verursachten Risse und Sprünge.
Eine modernere Konservierungsmaßnahme zu diesem Zweck ist das Abdecken der Rückseiten mit Platten, die einen Klimapuffer darstellen.